# Município de Greenwich (condado de Huron, Ohio)
O município de Greenwich (em inglês: Greenwich Township) é um município localizado no condado de Huron no estado estadounidense de Ohio. No ano de 2010 tinha uma população de 1044 habitantes e uma densidade populacional de 16,1 pessoas por km².

## Geografia
O município de Greenwich encontra-se localizado nas coordenadas 41° 01′ 16″ N, 82° 28′ 22″ O. Segundo a Departamento do Censo dos Estados Unidos, o município tem uma superfície total de 64.85 km², da qual 64,5 km² correspondem a terra firme e (0,53 %) 0,34 km² é água.

## Demografia
Segundo o censo de 2010, tinha 1044 pessoas residindo no município de Greenwich. A densidade populacional era de 16,1 hab./km².